# Adviesraad voor Chinese vastelandzaken
De adviesraad voor Chinese vastelandzaken is een adviesraad van de uitvoerende yuan in de Republiek China, beter bekend als Taiwan. Hij werd op 7 februari 1991 opgericht.
De raad is verantwoordelijk voor de planning, ontwikkeling en implementatie van beleid in de relatie tussen het vrije gebied van de Republiek China en de Volksrepubliek China, die het Chinese vasteland, Hongkong en Macau omvat. De raad is de tegenhanger van het kantoor van Taiwanese zaken van de Volksrepubliek China.